# Helmut Schäfer (Politiker)

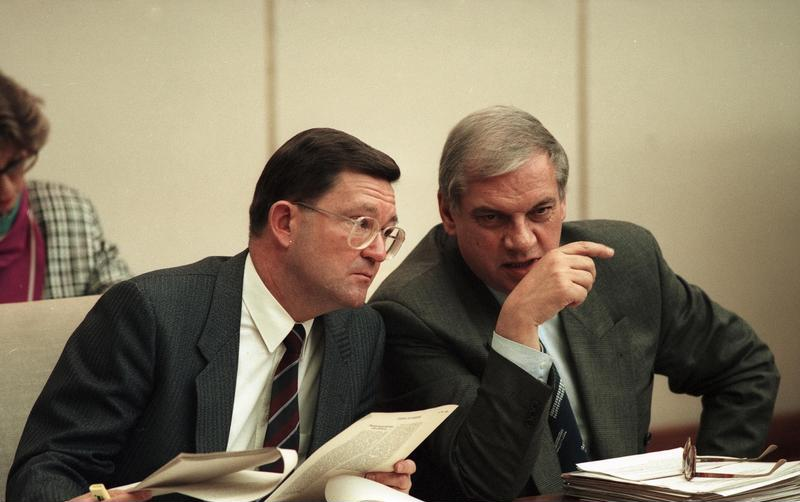
Helmut Schäfer (rechts) mit Carl-Dieter Spranger, 1990

Helmut Schäfer (* 9. Januar 1933 in Mainz) ist ein deutscher ehemaliger FDP-Politiker. Er war von 1987 bis 1998 Staatsminister im Auswärtigen Amt.

## Ausbildung und Beruf
Geboren 1933 in Mainz als Sohn von Johanna Schäfer, geborene Koch, und ihres Mannes, dem Kaufmann Otto Schäfer, lebt der katholische Schäfer seit 1995 in Berlin (zuvor in Mainz). Nach dem Abitur absolvierte er von 1951 bis 1957 ein Studium der Germanistik und Anglistik (daneben Philosophie, Pädagogik und Theaterwissenschaft) an den Universitäten Mainz, Innsbruck sowie Dayton/Ohio. Nach den Staatsexamina (1958, 1960) arbeitete er von 1960 bis 1967 als Lehrer (Studienrat) an Gymnasien in Rheinland-Pfalz und war von 1967 bis 1977 als Referent (unter anderem für Medienfragen) in der Planungsabteilung des Ministeriums für Unterricht und Kultur Rheinland-Pfalz, zuletzt als Ministerialrat, tätig.

## Partei
Ab 1964 war Schäfer Mitglied der FDP, u. a. von 1966 bis 1968 stellvertretender Vorsitzender der Deutschen Jungdemokraten in Rheinland-Pfalz, 1968 bis 1970 stellvertretender Bundesvorsitzender der Deutschen Jungdemokraten, stellvertretender Landesvorsitzender der FDP Rheinland-Pfalz, ab 1972 mehrfach Mitglied des FDP-Bundesvorstandes und Vorsitzender des FDP-Medienausschusses. 1990–1998 amtierte er als Vizepräsident der Liberalen Internationale. Im Dezember 2024 trat er aus der Partei aus. Er begründete seine Entscheidung mit „schweren Versäumnissen der Parteiführung“ insbesondere im Bereich Außenpolitik, wo die FDP ihre frühere Kompetenz verloren habe.

## Abgeordneter
Von 1977 bis 1998 war Schäfer Mitglied des Deutschen Bundestages (Landesliste Rheinland-Pfalz), 1978–1987 Mitglied im Auswärtigen Ausschuss, außenpolitischer Sprecher der FDP-Bundestagsfraktion (ab 1979) und seit 1984 Vorsitzender des FDP-Bundesfachausschusses Außen-, Sicherheits- und Entwicklungspolitik sowie Vorsitzender der Deutsch-Sowjetischen Gesellschaft des Deutschen Bundestages.

## Öffentliche Ämter
Von 1987 bis 1998 arbeitete Schäfer als Staatsminister im Auswärtigen Amt unter den Außenministern Hans-Dietrich Genscher und Klaus Kinkel. Schwerpunkte seiner Tätigkeit waren die deutsch-amerikanischen und deutsch-sowjetischen Beziehungen sowie das Verhältnis zu den arabischen Staaten und den Ländern Afrikas, Asiens und Lateinamerikas. Er war zuständig für die deutsche Auswärtige Kulturpolitik, Vertreter der Bundesregierung im Ministerkomitee des Europarats und des Rates der EU-Kulturminister, sowie den Beiräten des Goethe-Instituts und der Deutschen Welle. Besonderes Engagement und zahlreiche Reisen führten ihn bei der Krisenbewältigung in den Nahen Osten, ins südliche Afrika (Apartheidregime) und nach Zentralamerika (Nicaragua, El Salvador). Es kam zu Treffen mit UN-Generalsekretären und hochrangigen Regierungsvertretern weltweit, darunter – zum Teil als erster deutscher Regierungsvertreter – mit Jassir Arafat, Jitzchak Rabin, Hafiz al-Assad, Fidel Castro und Nelson Mandela.
Schäfer erhielt zahlreiche Einladungen zu Vorträgen an Universitäten und außenpolitischen Gesellschaften vor allem in den USA (u. a. Harvard, Princeton, Berkeley, Yale, New York, Boston, Chicago, Atlanta, San Francisco Councils on Foreign Relations). Nach dem Ende seiner Amtszeit war Schäfer von 1998 bis 2005 Gastdozent an der Humboldt-Universität Berlin sowie u. a. Ehrenmitglied der Kuratorien des Internationalen Journalistenprogramms (IJP), der Ghorfa Arab-German Chamber of Commerce and Industry sowie Beiratsmitglied im Verein Deutsche Sprache. Er legte publizistische Arbeiten vor und hielt zahlreiche Vorträge. Er war ab 1978 langjähriges Mitglied des Vorstandes der Friedrich-Naumann-Stiftung und der Deutsch-Atlantischen Gesellschaft „Atlantikbrücke“ sowie der Deutschen Orientstiftung. Unterlagen über Schäfers Tätigkeit liegen im Archiv des Liberalismus der Friedrich-Naumann-Stiftung für die Freiheit in Gummersbach.
Von 1979 bis 1982 war er Vorsitzender der Medien-Kommission der Europäischen Liberalen, 1979 bis 1983 auch der Medien-Kommission der FDP. Er war zudem Mitglied vom Exekutiv-Komitee der Liberalen Internationale.

## Ehrungen
- Deutschland: Großes Bundesverdienstkreuz (1998), Ehrenring der Stadt Mainz
- Frankreich: Kommandeur der Ehrenlegion
- Großbritannien: Knight Grand Cross of the Order of the British Empire (GBE)
- Großkreuz der Verdienstorden von Spanien (1989), Italien (1991), Portugal (1989), Finnland, Marokko, Mexiko

## Veröffentlichungen (Auswahl)
- Schulfernsehen in Europa. 1976.
- Schulrecht für Schüler und Eltern in Rheinland-Pfalz.